# Trận Valle Giulia
Trận Valle Giulia (tiếng Ý: Battaglia di Valle Giulia) là tên gọi thông thường về cuộc đụng độ giữa nhóm sinh viên biểu tình (cánh tả cũng như cánh hữu) và cảnh sát Ý ở Valle Giulia, Roma vào ngày 1 tháng 3 năm 1968. Sự kiện này vẫn thường mệnh danh là một trong những cuộc đụng độ bạo lực đầu tiên dưới tình trạng bất ổn của giới sinh viên Ý trong cuộc biểu tình năm 1968 hay "Sessantotto".

## Tổng quan
Thứ Sáu ngày 1 tháng 3, khoảng 4.000 người đã tập trung tại Piazza di Spagna rồi bắt đầu tuần hành qua khuôn viên Đại học Sapienza ở Roma; một số có ý định chiếm trường này. Khi nhóm sinh viên vừa đến nơi, họ bỗng nhận thấy mình đang đứng trước lực lượng cảnh sát hùng hậu, và trong quá trình đối phó sau đó, một nhóm nhỏ cảnh sát đột nhập vào tận hàng ngũ người biểu tình để đối phó với hành vi bạo lực của một sinh viên bị cô lập; nhóm biểu tình bèn đáp trả bằng cách ném đá và vật sắc nhọn tới tấp về phía cảnh sát. Những nhà lãnh đạo cầm đầu các cuộc tấn công chống lại cảnh sát đều là thành viên tân phát xít thuộc Đội Thanh niên Tiền phong Quốc gia. Nhóm sinh viên cánh tả và cánh hữu chia nhau ra chiếm các tòa nhà khác nhau. Trong cuộc ẩu đả này, giới chức trách đã ghi nhận có 148 viên cảnh sát bị thương, 478 sinh viên bị thương, 4 người bị tạm giữ và 228 người bị bắt. Nhóm biểu tình còn phá hủy tám xe cảnh sát và cướp lấy năm khẩu súng từ tay sĩ quan cảnh sát.